# Carex tashiroana
Carex tashiroana är en halvgräsart som beskrevs av Jisaburo Ohwi. Carex tashiroana ingår i släktet starrar, och familjen halvgräs. Inga underarter finns listade i Catalogue of Life.